# Teahna Daniels
Teahna Daniels (Orlando, 25 marzo 1997) è una velocista statunitense, medaglia d'argento olimpica nella staffetta 4×100 metri a Tokyo 2020.

## Palmarès
| Anno | Manifestazione   | Sede     | Evento      | Risultato | Prestazione | Note                                     |
| ---- | ---------------- | -------- | ----------- | --------- | ----------- | ---------------------------------------- |
| 2014 | Mondiali U20     | Eugene   | 4×100 m     | Oro       | 43"46       |                                          |
| 2019 | Mondiali         | Doha     | 100 m piani | 7ª        | 11"19       |                                          |
| 2019 | Mondiali         | Doha     | 4×100 m     | Bronzo    | 42"10       | Miglior prestazione personale stagionale |
| 2021 | Giochi olimpici  | Tokyo    | 100 m piani | 7ª        | 11"02       |                                          |
| 2021 | Giochi olimpici  | Tokyo    | 4×100 m     | Argento   | 41"45       | Miglior prestazione personale stagionale |
| 2022 | Campionati NACAC | Freeport | 4x100 m     | Oro       | 42"35       |                                          |